# Govinda Van Maele

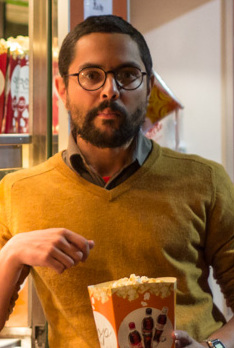
Govinda Van Maele, 2013

Govinda Van Maele (* 1983 in Luxemburg) ist ein luxemburgischer Fotograf und Filmregisseur.

## Leben
Govinda Van Maele wurde in Luxemburg als Sohn eines belgischen Vaters und einer aus Sri Lanka stammenden Mutter geboren. Er wuchs auf dem Land auf.
Schon während der Schulzeit machte er Praktika in der Luxemburger Filmindustrie (Red Lion – Luxembourg) und erhielt dort nach dem Abitur eine dauerhafte Anstellung. Am Filmset erlernte er die diversen Sparten des Filmens von Grund auf: als Still-Fotograf, Assistent im Sound-Departement, als Kameraassistent, Assistent des Editors und schließlich als Regieassistent. Von Mai 2011 bis Juli 2014 war er als Kurator an der Cinémathèque Municipale de Luxembourg tätig.
Sein erster eigener Kurzfilm Josh (2008), für den er auch das Drehbuch schrieb, wurde am Hamburger Kurzfilmfestival mit dem François-Ode-Preis ausgezeichnet. 2008 nahm er an der Berlinale Talents teil.
Nach einigen wenigen Kurz- und Dokumentarfilmen und zwei Folgen der luxemburgischen Sitcom „Comeback“ drehte er mit Gutland 2017 seinen ersten abendfüllenden Spielfilm. Gutland hatte seine Premiere auf dem Toronto Film Festival und wurde dort von der Filmkritik insgesamt positiv aufgenommen.
Govinda Van Maele ist der Bruder von Narayan Van Maele, der als Director of photography an Gutland beteiligt war.

## Filmografie
- 2007: Josh,  Kurzfilm
- 2010: We might as well fail,  Dokumentarfilm
- 2010: Muezzin, Dokumentarfilm
- 2012: En Dag am Fräien, Kurzfilm
- 2012: Comeback, TV-Serie, 2 Episoden
- 2013: Géi du scho mol vir, Kurzfilm
- 2017: Gutland, Spielfilm